# 橘家喬之助
橘家 喬之助は、落語家の名前。
- 橘家喬之助 - 後の橘家小圓喬。
- 橘家喬之助 - この前後にもう一人ずついる模様がつまびらかならず。
- 橘家→立花家喬之助（1884年? - 昭和10年代）。

## 経歴
出身は東京。1895年頃、四代目橘家圓喬の門に入り清元を得意とし子供の芸人として高座に上がる。一時四代目橘家圓喬の養女にもなった。
1907年頃から上方に行き浪花三友派の寄席に女道楽で高座に上がるようになる。
1916年に浪花落語反対派に移りその後吉本興行部に出た。昭和10年代から高座には上がらず法善寺花月の下座となる。戦前まで活動していた模様。

## 芸風
高座では主に一人高座であったが上方に移ってからは立花家橘之助の相三味線に始まり、2代目桂三木助、三升家紋右衛門、初代桂春團治、三遊亭圓子の寄席踊りの相三味線で活躍した。俗に「チンクシャ」といわれ御面相とは雲泥の美声と高度な三味線の撥さばきで人気を取った。

## 春風亭小やな
妹の春風亭小やなは、女流の音曲師。清元浮世節。本名∶太田 キヲ。のち南地伊丹幸で芸妓となり八七八と名乗ったが、大正3年に三十歳の若さで早世した。